# Skoronice (Bujanov)
Skoronice je vesnice, část obce Bujanov v okrese Český Krumlov. Nachází se asi 2,5 km na severovýchod od Bujanova. Prochází zde silnice I/3. Je zde evidováno 58 adres.
Skoronice leží v katastrálním území Zdíky o výměře 5,85 km².

## Historie
První písemná zmínka o vesnici pochází z roku 1358.

## Galerie

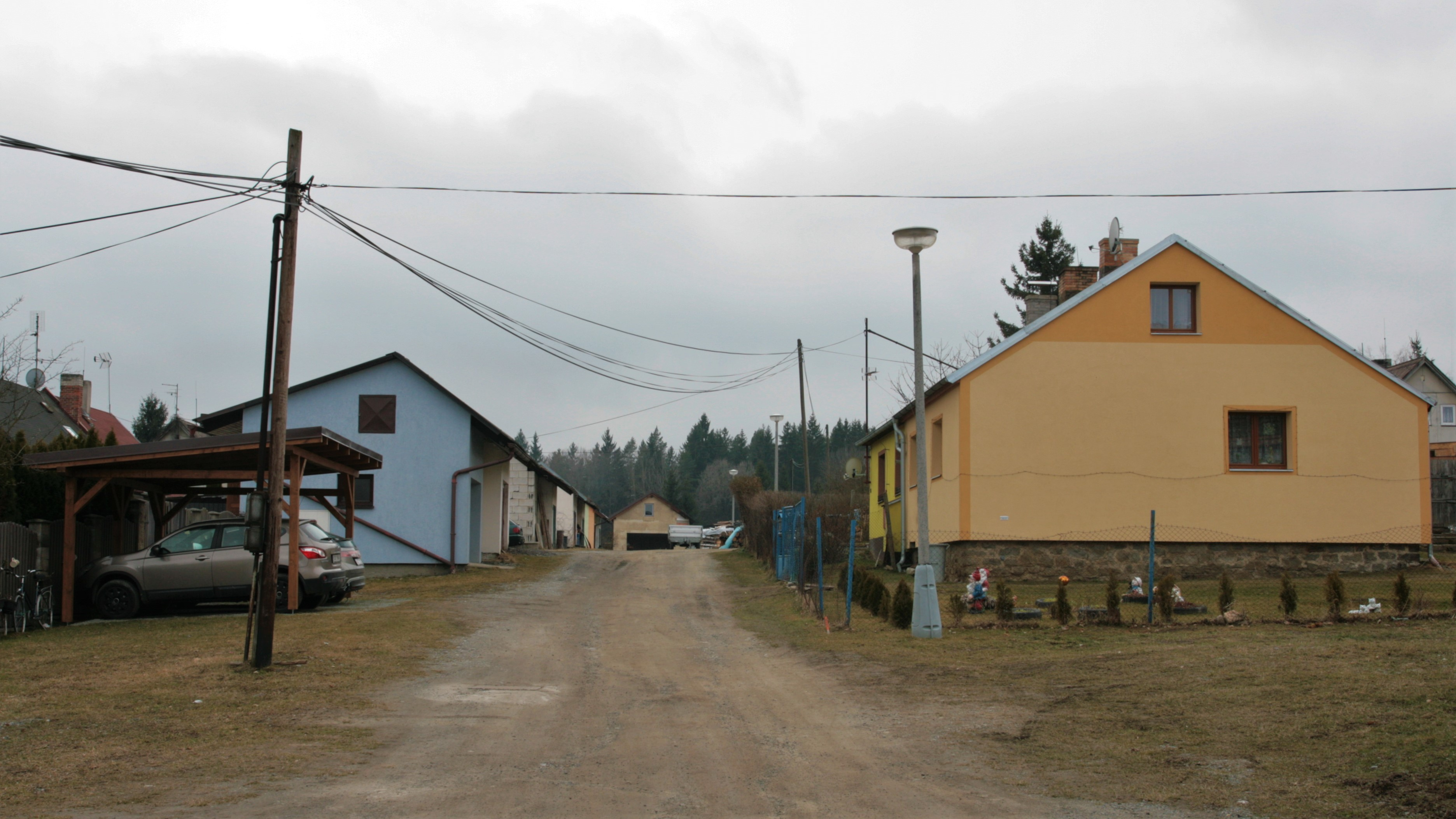
Domy ve vesnici
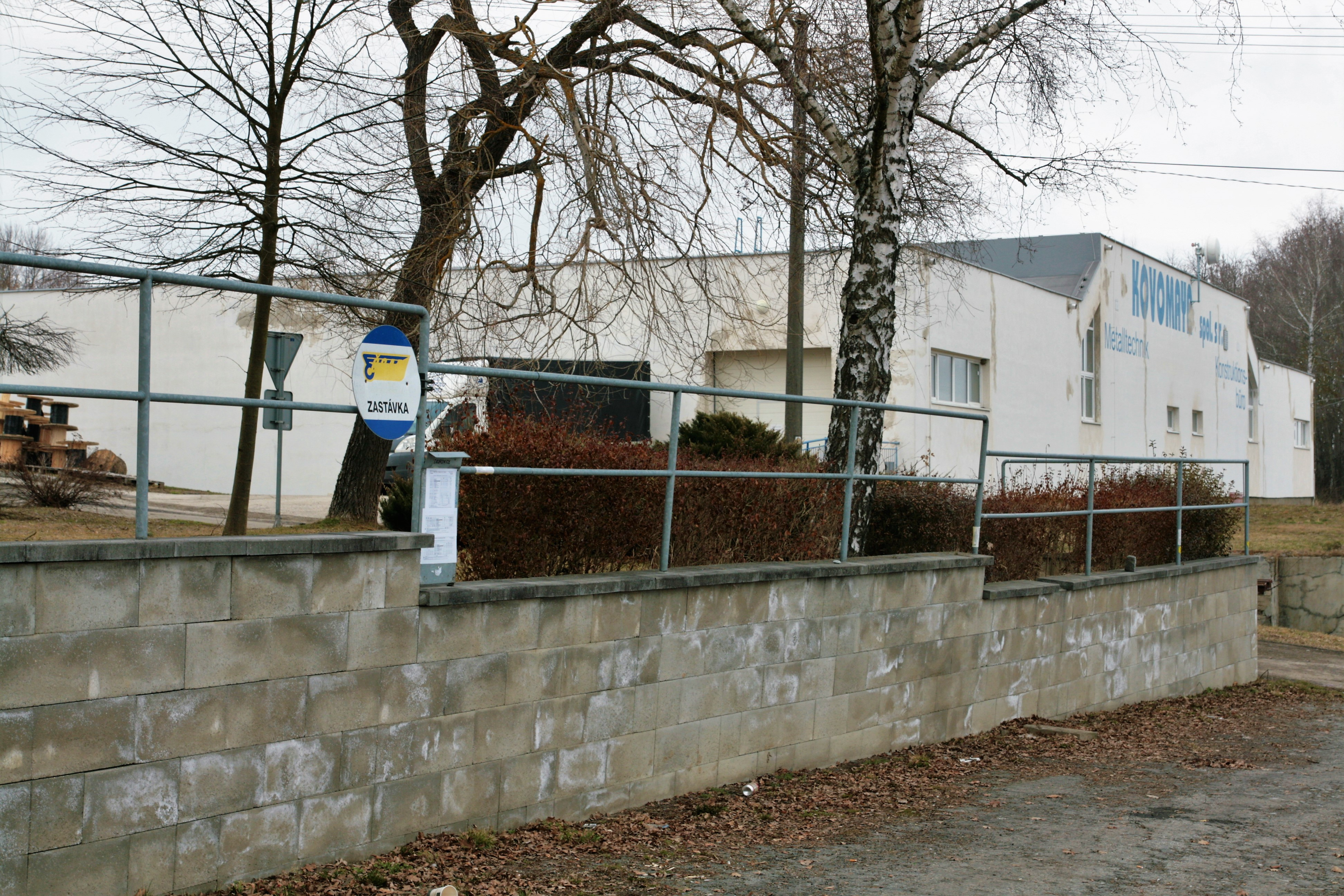
Autobusová zastávka
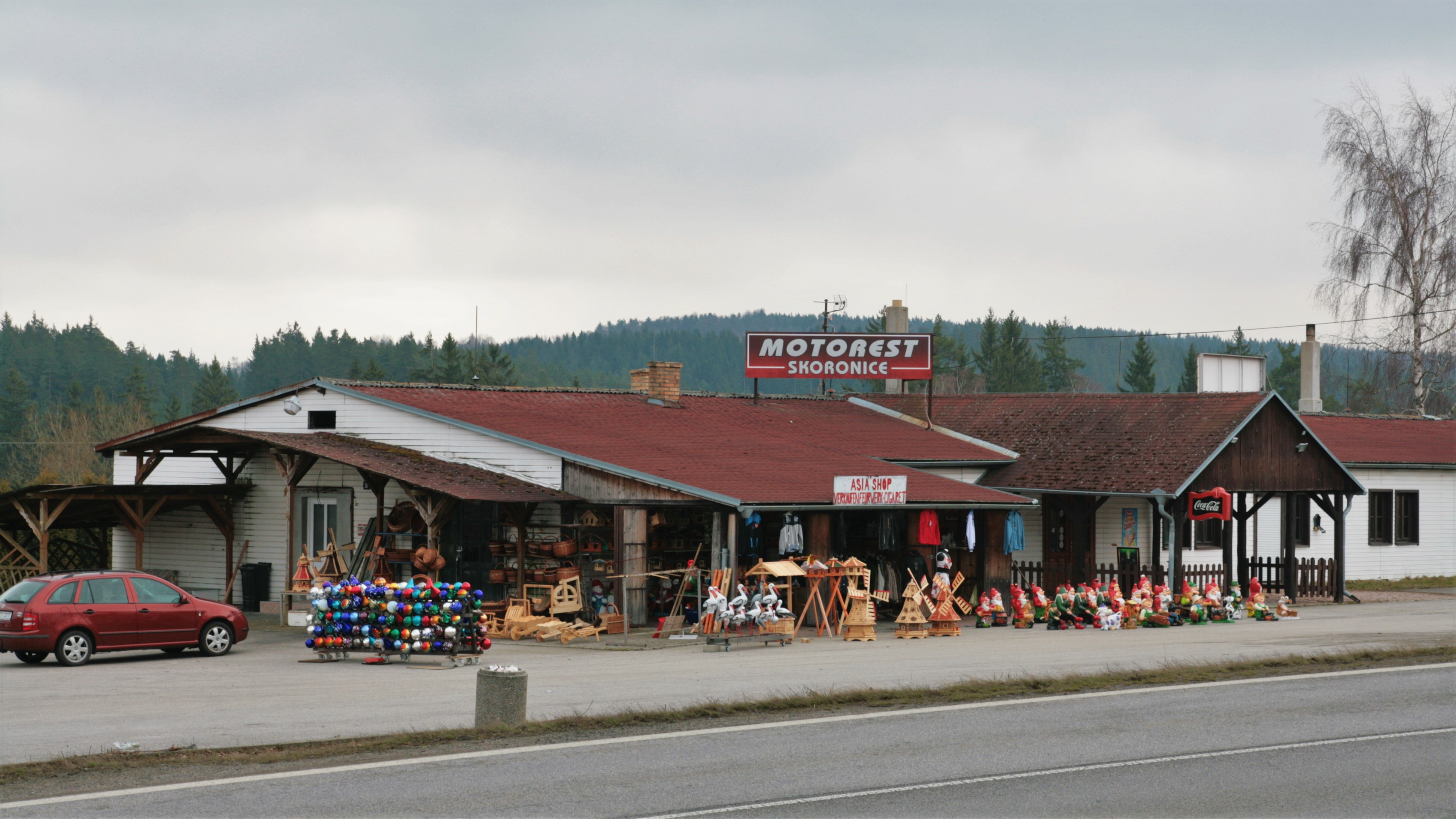
Motorest Skoronice